# 쇼상
쇼상(영어: Shaw Prize) 또는 샤오이푸 상(중국어: 邵逸夫獎)은 샤오이푸 선생에 의해 2004년 설립된 과학상이다. 천문학상, 생명과학 및 의학상, 수학상 3개 부문으로 이루어지며, 상금은 100만 달러이다. 동양의 노벨상으로 일컬어진다.

## 같이 보기
- 쇼상 천문학 부문 수상자 목록

- 쇼상 생명과학 및 의학상 부문 수상자 목록

- 쇼상 수학 부문 수상자 목록